# يوجي ماكيأورا
يوجي ماكيأورا (باليابانية: 牧浦 裕司) (14 أبريل 1986 في أوساكا في اليابان – )؛ هو لاعب كرة قدم سابق كان يلعب كلاعب وسط.

## وصلات خارجية
- يوجي ماكيأورا على موقع Soccerway.com (الإنجليزية)